# Frenulotomia
La frenulotomia è l'intervento di recisione di uno dei frenuli. 

## Frenulotomia peniena

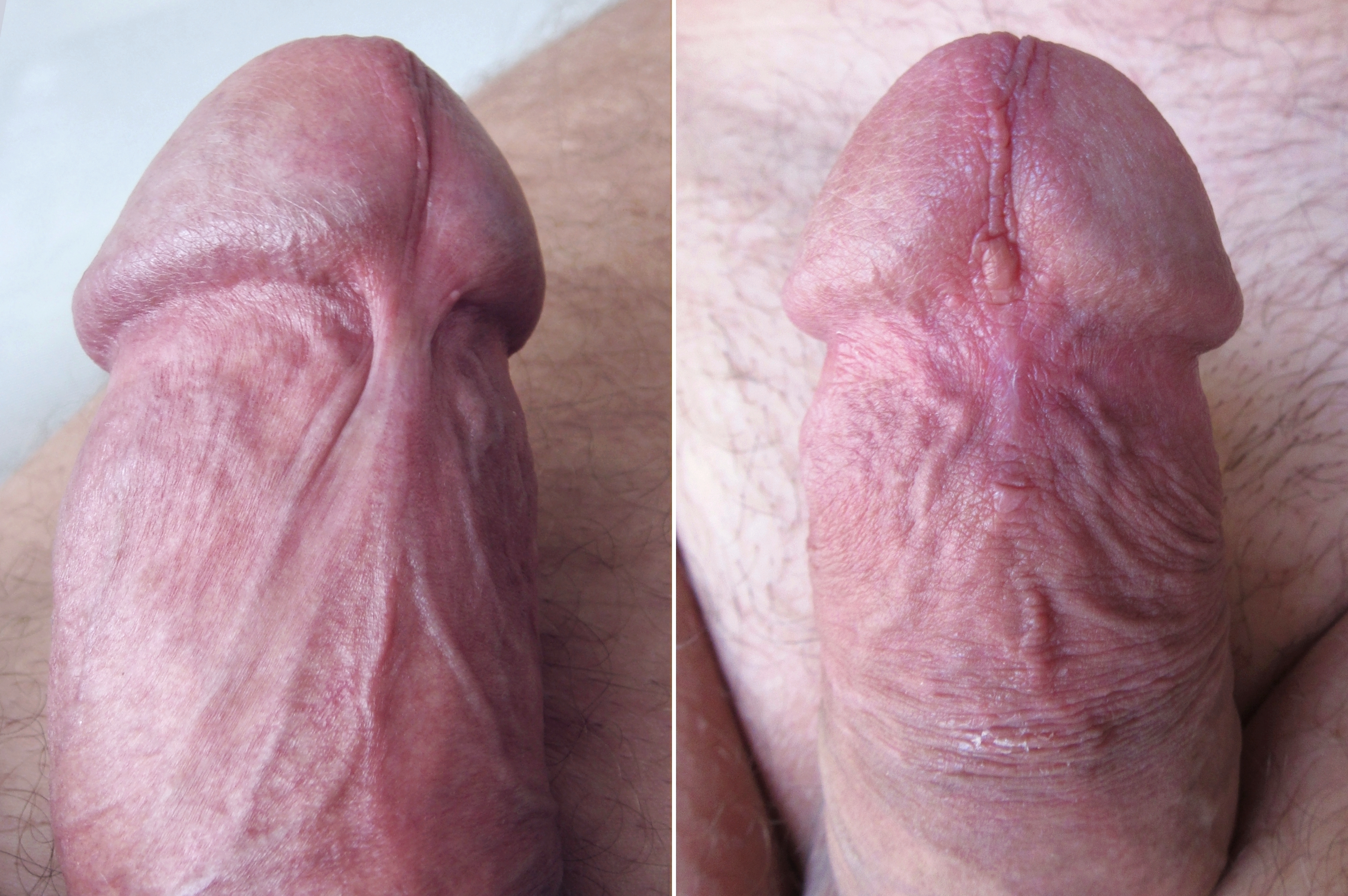
Frenulotomia peniena

L'intervento al pene avviene in anestesia locale (spesso si utilizza una pomata anestetica) e non dura più di 15 minuti. L'anestesia può venire praticata alla base del pene o sul glande. Può essere leggermente doloroso all'inizio, in quanto il glande viene ripulito in profondità dallo smegma, e poi viene praticata la prima anestesia con un ago.

### Esiti
Nel caso in cui l'operazione non venga eseguita mediante elettrobisturi, la sutura che presenta dei punti, si rimargina nel giro di 20-25 giorni.
Generalmente i punti sono di tipo assorbibile, e si distaccano naturalmente da soli nel giro di 10-15 giorni.
Dopo l'operazione di frenulotomia è sufficiente l'automedicazione, con una speciale pomata, della sutura, in modo da prevenire infezioni. Nella maggioranza dei casi l'intervento non ha conseguenze sulla attività sessuale.

## Frenulotomia labiale
Consiste nella dissezione parziale del frenulo, a differenza della Frenulectomia labiale che richiede la rimozione completa del frenulo patologico.

## Frenulotomia linguale
Consiste nella rimozione del frenulo situato alla base della punta della lingua, dietro l'arcata dentale inferiore.